# تريفور تشيري
تريفور تشيري (بالإنجليزية: Trevor Cherry)‏، من مواليد 23 فبراير 1948، لاعب كرة قدم إنجليزي سابق، ومدرب كرة قدم إنجليزي سابق.
لعب مع منتخب إنجلترا لكرة القدم.

## مسيرته الكروية
لعب تريفور تشيري خلال مسيرته الاحترافية مع 3 أندية في واحد وعشرون موسمًا وسجل خلالها 32 هدفًا ضمن 676 مباراة. ولم يفز بأي موسم بالكأس وفاز في موسم واحد بالدوري.
خاض تريفور تشيري مسيرته مع نادي هدرسفيلد تاون في موسم 1965–66 ليلعب معه سبعة مواسم، مشاركًا في 185 مباراة سجل خلالها 10 أهداف. ثم انتقل إلى نادي ليدز يونايتد في موسم 1972–73 ليلعب معه أحد عشر موسمًا، حيث شارك في 399 مباراة سجل خلالها 22 هدفًا. لينتقل بعدها إلى نادي برادفورد سيتي في موسم 1982–83 واستمر معه طيلة ثلاثة مواسم، مشاركًا في 92 مباراة ولم يسجل أي هدف.

## روابط خارجية
- تريفور تشيري على موقع قاعدة بيانات كرة القدم.إي يو (الإنجليزية)
- تريفور تشيري على موقع ناشيونال فوتبول تيمز (الإنجليزية)
- تريفور تشيري على موقع Soccerbase.com (مدرب) (الإنجليزية)